# Susanna Mildonian
Susanna Mildonian (Venezia, 2 luglio 1940 – Bruxelles, 13 ottobre 2022) è stata un'arpista belga.

## Biografia
Nata a Venezia da famiglia armena, Susanna Mildonian studiò arpa con Margherita Cicognari al Conservatorio Benedetto Marcello di Venezia prima di passare al Conservatorio di Parigi dove si diplomò con Pierre Jamet.
Registrò concerti per arpa con orchestra di Alberto Ginastera e Heitor Villa-Lobos, concerti per due arpe con orchestra di François-Joseph Gossec e concerti per violino e arpa con orchestra di Louis Spohr.
Nel 1971 divenne insegnante di arpa presso il Conservatorio Reale di Bruxelles e la Fontys School of Fine and Performing Arts e Codarts. Tenne anche corsi estivi all'Accademia Musicale Chigiana di Siena e alla Fondazione Ugo e Olga Levi di Venezia, cui donò nel 2004 la sua collezione di circa 500 spartiti.
Susanna Mildonian è morta il 13 ottobre 2022 all'età di 82 anni.